# Galvanisering

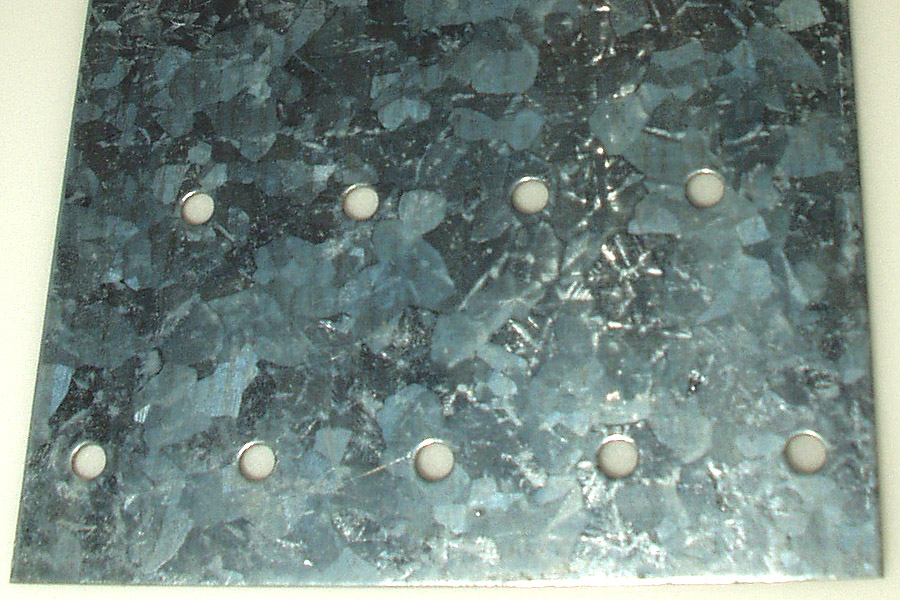
Galvaniserad yta med synlig ytstruktur

Galvanisering är en typ av elektrokemisk förzinkningsprocess där stål eller järn beläggs med ett tunt lager av zink genom elektrolys för att förhindra korrosion. Processen har fått sitt namn efter Luigi Galvani, som på 1700-talet upptäckte att elstötar kunde få avskurna grodlår att röra på sig. Galvanisering används vanligen för att skydda mot korrosion (rost). 

## Process
Själva galvaniseringsprocessen går till så att metallföremålet som skall beläggas med zink sänks ner i en jonlösning med zink. Sedan ansluts metallföremålet till en strömkälla, med lämplig pol (d.v.s. motsatt laddning som zinkjonen i det använda saltet (negativ pol)). Då dras zinkjonerna i saltlösningen på grund av sin laddning till metallföremålet och bildar en tunn jämn yta. 
Det finns ett antal olika metoder för att förzinka stål- eller järnföremål, bland annat varmförzinkning eller sprutförzinkning. Dessa uttryck är dock skilda från galvanisering som är ett begrepp som endast används för elektropläterad zink.

## Tillämpningsområden
Galvanisering används på föremål som används i något så när skyddad miljö, d.v.s. huvudsakligen inomhus i ej alltför fuktiga lokaler. Galvaniseringen ger bara en ganska tunn beläggning, men med en blank yta vilket kan vara en utseendemässig fördel. Galvanisering kallas även blankförzinkning och förkortas ofta Fzb. I exempelvis badrum och tvättstugor räcker inte elförzinkning som rostskydd.
Föremål som utsätts för hårdare klimatpåverkan, d.v.s. i allmänhet för utomhusbruk, brukar vanligtvis varmförzinkas istället för att galvaniseras. Varmförzinkning ger tjockare lager och en matt yta.